# Leśnice
Leśnice (deutsch Lischnitz) ist ein Dorf in der polnischen Woiwodschaft Pommern. Es gehört zur Gemeinde Nowa Wieś Lęborska (Neuendorf) im Powiat Lęborski (Powiat Lauenburg in Pommern).

## Geographische Lage
Die Ortschaft liegt in Hinterpommern, etwa acht Kilometer südwestlich von Lauenburg in Pommern.

## Geschichte

Bahnstation Lischnitz an der Bahnstrecke Lauenburg – Stolp, westsüdwestlich von Lauenburg in Hinterpommern, auf einer Landkarte von 1910.

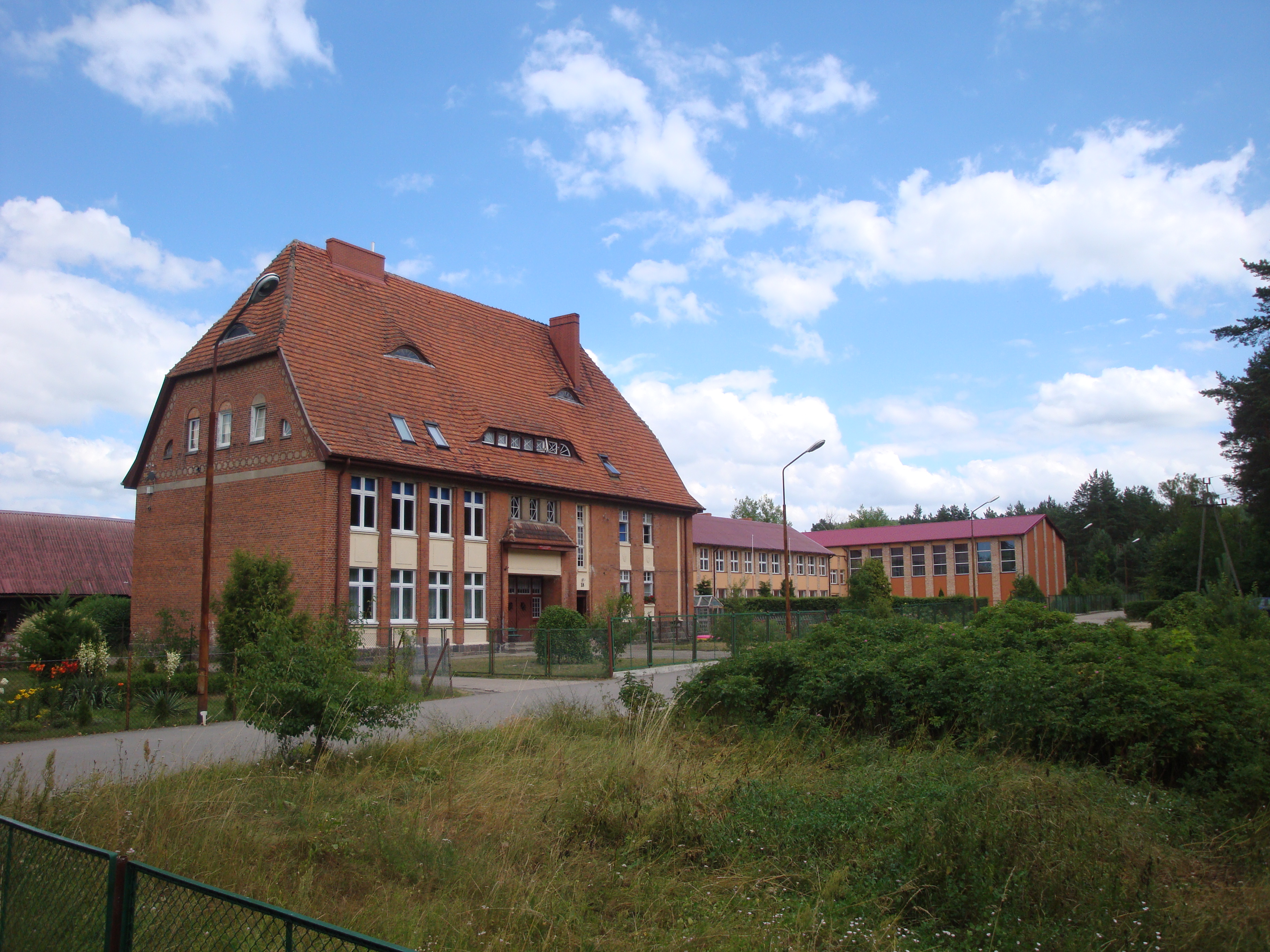
Gebäude der Grundschule

Am Ende des 18. Jahrhunderts befand sich das Gut Lischnitz im Besitz von Ernst Carl Ludwig von Weiher, um 1836 besaß es Hermann von Weiher.
Das Gut Lischnitz  war Sitz des Amtsbezirks Lischnitz, zu dem außer dem Gutsbezirk Lischnitz noch der Gutsbezirk Chotzlow und der Gutsbezirk Vitröse gehörten.
Am 1. April 1927 hatte das Gut Lischnitz eine Flächengröße von 1207 Hektar, und am 16. Juni 1925 hatte der Gutsbezirk 585 Einwohner. Am 30. September 1928 wurde der Gutsbezirk Lischnitz in eine Landgemeinde gleichen Namens umgewandelt.
Anfang der 1930er Jahre hatte die Landgemeinde Lischnitz eine Flächengröße von 12 km². Innerhalb der Gemeindegrenzen standen insgesamt 45 bewohnte Wohnhäuser
an zehn verschiedenen Wohnstätten:
1. Bethlehem
2. Glasfabrik Lischnitz
3. Haltestelle Lischnitz
4. Jerusalem
5. Lischnitz
6. Ober Lischnitz
7. Rieselkaten
8. Sandkrug
9. Schule
10. Ziegelei

Die Gemeinde Lischnitz lag 1945 im Landkreis Lauenburg i. Pom. im Regierungsbezirk Köslin der preußischen Provinz Pommern des Deutschen Reichs.
Gegen Ende des Zweiten Weltkriegs besetzte im Frühjahr 1945 die Rote Armee die Region. Bald darauf wurde Lischnitz zusammen mit ganz Hinterpommern von der Sowjetunion der Volksrepublik Polen zur Verwaltung überlassen. Anschließend begann im Dorf die Zuwanderung polnischer Zivilisten, von denen die einheimischen Dorfbewohner aus ihren Häusern und Wohnungen gedrängt wurden. Lischnitz wurde unter dem  polonisierten Ortsnamen Leśnice verwaltet. In der darauf folgenden Zeit wurden die Alteinwohner des Dorfs aus Lischnitz vertrieben.
Das heutige Dorf gehört zur Gmina Nowa Wieś Lęborska im Powiat Lęborski in der Woiwodschaft Pommern (1975–1998 Woiwodschaft Słupsk).

### Demographie
| Jahr | Einwohner | Anmerkungen                                                      |
| ---- | --------- | ---------------------------------------------------------------- |
| 1867 | 243       | [ 9 ]                                                            |
| 1871 | 238       | davon 221 Evangelische, zwei Katholiken und 15 sonstige Christen |
| 1925 | 585       | davon 552 Evangelische und 63 Katholiken                         |
| 1930 | 553       | [ 11 ]                                                           |
| 1939 | 499       | [ 11 ]                                                           |